# Lauzane Paulista
Lauzane Paulista é um bairro situado na Zona Norte da cidade brasileira de São Paulo, pertencente ao distrito do Mandaqui.

## História
O bairro nasceu de uma fazenda cortada em sítios e em seguida em chácaras. Por volta de 1870, um casal se estabeleceu nas terras - o francês Pedro Gabone e a italiana Francisca Bocaccio. Outra família de origem italiana, Vicente Gabriel e Joana Pinheiro Gabriel, foi uma das primeiras, junto com os Gabone, a povoar a área.

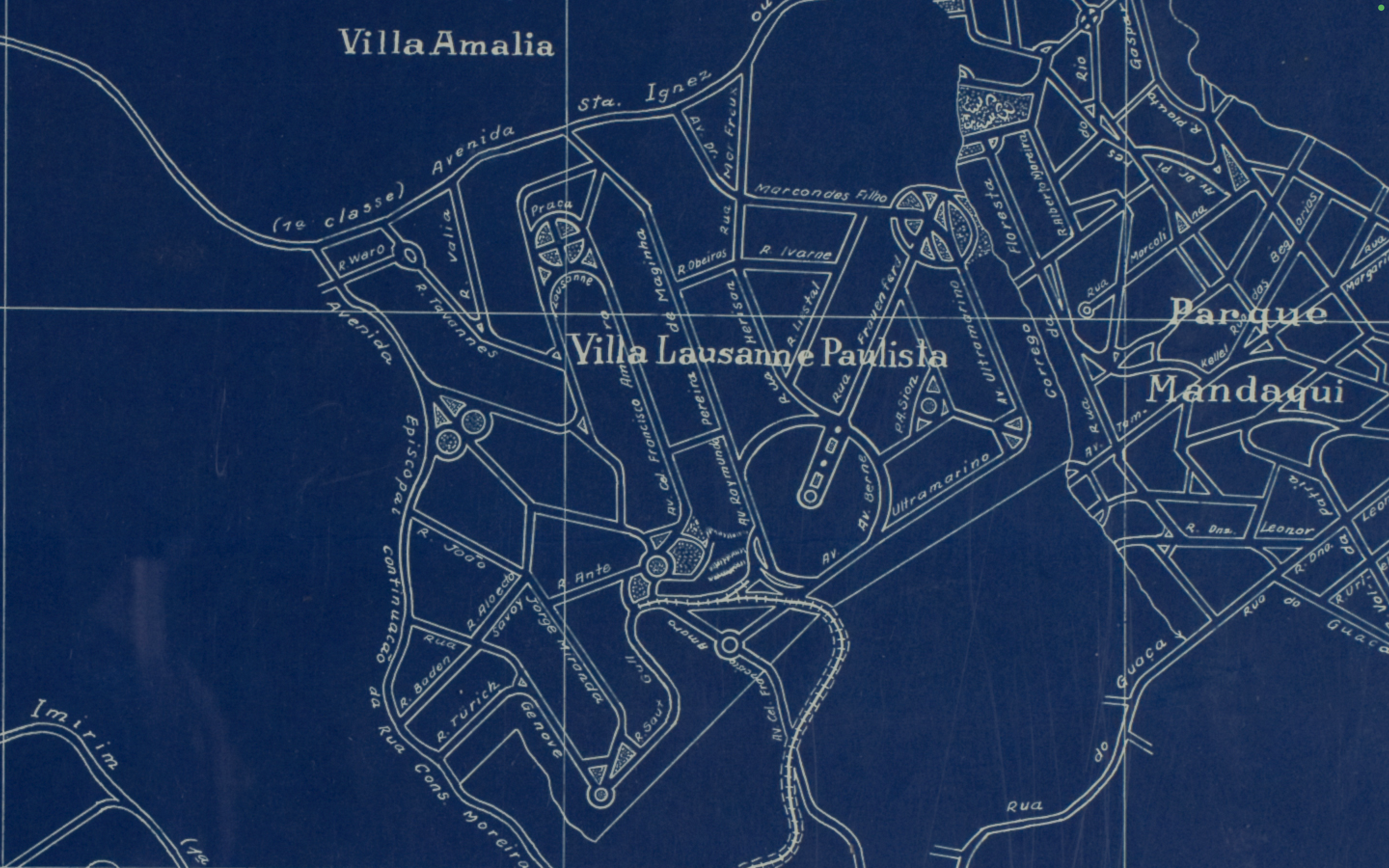
Primeiras vias do bairro, planta oficial da cidade de 1930.

Em 1917 o suíço Alberto Savoy, nascido na cidade de Lausanne, comprou um grande sítio de 65 alqueires. Em 1924, vendeu a área a Francisco Amaro e Cia. Como Alberto Savoy era muito amigo de Francisco Amaro, este resolveu homenagear a família Savoy. Sabendo de sua origem suíça, denominou a área de terra adquirida com o nome de Lausanne, devido também ser a área muito montanhosa, semelhante a da cidade suíça. Posteriormente esta mesma área de terra foi vendida aos donos da Tecelagem São Carlos, de propriedade de Piero Roversi e José Gonçalves Carneiro, por coincidência Piero era de origem suíça e com uma visão empresarial iniciou o loteamento Lausanne Paulista.
Em 1970 havia uma represa, oriunda de detonações de dinamite numa pedreira, de onde eram retiradas pedras para o calçamento da cidade, até hoje é possível observar enormes pedras em sua borda, onde fica estacionamento do Supermercado Bergamais (antigo Bergamini).
O Tramway da Cantareira ou "Trem da Cantareira", celebrizado na música "Trem das Onze" de Adoniram Barbosa, percorria o bairro por um ramal, o "Ramal dos Menezes", que terminava na pedreira junto ao atual Supermercado Bergamais. Hoje, a R. Ramal dos Menezes, que corta o bairro, apresenta traçado idêntico ao traçado deste ramal, que engatava com a antiga Estrada de Ferro Cantareira, incorporada à E. F. Sorocabana.
Na pesquisa Onde estão os imóveis novos mais caros de SP? feita pela revista Exame a Avenida do Guacá apresenta o metro quadrado mais caro da Zona Norte, 5.684 reais. É classificado pelo CRECI como "Zona de Valor E", assim como outros bairros da capital: Itaquera, Jardim Brasil e Itaim Paulista.

## Fotos
|                                                   |                                                                       |  |  |  |  |  |
|                                                   |                                                                       |  |  |  |  |  |
| Rua residencial e prédios residenciais do bairro. | Entrada do Santana Parque Shopping. Edifícios em construção ao fundo. |  |  |  |  |  |